# Bootleg (Fleurs du Mal)
Bootleg è un album dal vivo del gruppo musicale italiano Fleurs du Mal, pubblicato nel 2017.

## Descrizione
Registrato interamente dal vivo da Max Giua durante due concerti a Roma: il 7 gennaio 2016 a L'Asino Che Vola e il 25 febbraio 2016 al Kill Joy. Mixato da Roberto Cruciani e Stefano Iguana, masterizzato da Fabrizio De Carolis al Reference Mastering a Roma, è stato pubblicato dalla Blond Records nel gennaio 2017.
Contiene 13 brani, di cui solo due inediti in precedenza: Hard Times e 800 Fantasmi.

## Tracce
Testi e musiche di Fleurdumal.
1. Revolution Blues – 5:21
2. Fun Time – 5:23
3. It's Up To You – 3:57
4. We're Ready – 6:17
5. Babe – 4:59
6. Luna Blues – 6:55
7. Stop the Banks – 6:42
8. C'è Chi Vive il Blues – 10:52
9. 800 Fantasmi – 4:39
10. Mujer Maya+drums solo – 8:01
11. Hard Times – 4:13
12. Shuffle Around – 5:50
13. Soulhome – 3:28

## Formazione
- Stefano Iguana - voce, chitarra elettrica, slide guitar, armonica
- Graziella Olivieri - sax tenore, tamburello su C'è Chi Vive il Blues
- Roberto Cruciani - basso, cori
- Davide Miccinilli - batteria
- Clemente Verdicchio - sax contralto